# Buczek (Opole)
Pour les articles homonymes, voir Buczek.
Buczek est une localité polonaise de la gmina d’Ujazd, située dans le powiat de Strzelce en voïvodie d'Opole.